# ترنتون (میزوری)
ترنتون (به انگلیسی: Trenton) یک شهر در ایالات متحده آمریکا است که در شهرستان گراندی، میزوری واقع شده‌است. ترنتون ۱۷٫۴۶ کیلومتر مربع مساحت و ۶٬۰۰۱ نفر جمعیت دارد و ۲۵۶ متر بالاتر از سطح دریا واقع شده‌است.